# Bitwa pod Largs
Bitwa pod Largs - starcie zbrojne stoczone 2 października 1263 między siłami króla Szkocji Aleksandra III, a wojskiem norweskim pod wodzą króla Haakona IV, zakończone klęską Norwegów.
Królowie szkoccy planowali odebranie Norwegom Hebrydów, udało się to dopiero Aleksandrowi III (1241-1286). Latem 1263 król Norwegii Haakon IV (1204-1263) wysłał więc do Largs (zachodnie wybrzeże Szkocji) wielką flotę złożoną ze stu okrętów. Aleksander sprytnie przeciągnął negocjacje aż do jesieni, kiedy to standardowe dla tej pory roku sztormy rozbiły i zniszczyły tak wiele okrętów norweskich, że ewentualna bitwa morska musiałaby się skończyć porażką Norwegów. Haakon zdecydował się więc na bitwę lądową, którą przegrał pod Largs nad rzeką Clyde. Uciekając, król Norwegii zachorował i zmarł w Kirkwall na Orkadach. Jego następca Magnus VI (1238-1280) zawarł z Aleksandrem w 1266 roku traktat w Perth, w którym zrzekł się praw do Hebrydów oraz wyspy Man.

## Legenda
Legenda głosi, że armia norweskiego króla Haakona IV planowała zaatakować znienacka, pod osłoną nocy, śpiących Szkotów. By poruszać się bezszelestnie, napastnicy zdjęli obuwie. Nie przewidzieli jednak, że na terenie dzielącym ich od śpiących synów Alby, jeden z nich nadepnie na kolczasty oset. Za sprawą krzyku nieszczęsnego wojownika, Szkoci wybudzili się nim którykolwiek z atakujących zdołał się do nich zbliżyć.
Istnieje także inna wersja tej legendy, o podobnym przebiegu wydarzeń, ale odnosząca się do czasów bitwy pod Luncarty z 990, w której szkocki władca Kenneth II pokonał wikingów.